# Lixeira
Lixeira je název pro slum v Luandě, hlavním městě Angoly. Nachází se severovýchodně od středu města, v místní části Sambizanga. Žije zde okolo 250 000 lidí. Slum vznikl na místě původní městské skládky, název znamená v portugalštině doslova skládku.
V druhé polovině 80. let měl být slum nahrazen sídlištěm s bytovými bloky, které bylo projektováno v rámci spolupráce Hnutí nezúčastněných zemí. Vybudovat jej měla socialistická Jugoslávie, domy, které zde měly stát, měly být postaveny technologií IMS – Žeželj, která byla v Jugoslávii, ale i v zemích rozvojového světa úspěšně aplikována. 
Jedna zkušební budova byla touto technologií v Luandě postavena; nová čtvrť měla pojmout 25 tisíc lidí. Vzorem se staly realizované projekty touto technologií např. na Kubě, kde panují obdobní klimatické poměry. Původní koncept systému IMS byl mírně upraven; na místě se měl na realizaci sídliště podílet jugoslávský inženýr Ivan Petrović. Jugoslávští odborníci byli vysíláni do Angoly od roku 1977, v téže době byla připravena i studie, jak by měla nová čtvrť velkoměsta vypadat. Projekt předpokládal vznik řady vysokých bloků; v centrální části se měly nacházet oblasti pro pěší a automobilům by nebyl povolen vjezd do areálu. 
Sídliště nicméně nakonec realizováno nebylo.